# Nematus variegatus
Nematus variegatus är en stekelart som först beskrevs av Lindqvist 1957.  Nematus variegatus ingår i släktet Nematus, och familjen bladsteklar. Arten är reproducerande i Sverige.